# Paeonia algeriensis
Paeonia algeriensis (с лат. — «Алжирский пион») — многолетнее травянистое растение высотой более 50 см, вид рода Пион (Paeonia) семейства Пионовые. В природе встречается в прибрежном горном массиве Алжира (Кабилия). Имеет одиночные цветки с розовыми или пурпурными лепестками и одну или две плодоножки, которые развиваются в фолликулы длиной около 5 см.

## Распространение и экология
Paeonia algeriensis относится к специфичной составной части флоры Алжира и растет в лесах, где преобладают дуб и кедр.

## Ботаническое описание
Стебли имеют диаметр 7—10 мм. Листья у основания стебля состоят из трех наборов по три листочка, некоторые из которых глубоко надрезаны, в результате чего получается от десяти до тринадцати листочков или их сегментов. Они овальной формы, с круглой или слегка клиновидной ножкой и заостренным кончиком, длиной 9-18 см и шириной 5,5-8,5 см.

### Цветок
На каждом стебле располагается только один цветок. Он находится на одном из трех или четырёх чашелистиков, имеющих округлую форму, размер 2,5—3 × 2—2,5 см, гладкую поверхность, закруглённые кончики и пурпурный окрас внутри и по кромке. Лепестки имеют розовый окрас, яйцевидную форму с закругленным кончиком, длину от 4 до 6 см и ширину 3—4 см. Как и у всех пионов, у алжирского вида наблюдается большое количество тычинок.

## Таксономия
В 1887 году Эрнест Коссон описал пион с горы Бабор в Алжире как P. corallina var  atlantica. Позднее Жюль Эме Баттандье посчитал, что этот вид цветка принадлежит к разряду P. russoi var coriacea. Луи-Шарль Трабут в 1889 году назвал ещё один экземпляр с горы БаборP. Algeriensis, описание которого позднее опубликовал Альфред Шабер. Фредерик Клод Стерн обозначил разновидность Коссона P. Coriacea в 1943 году. Он был повышен до P. corallina subsp atlantica в XI части книги Рене мэра Flore de l’Afrique du Nord, опубликованной посмертно в 1964 году. Однако Вернер Грютер и Эрве Морис Бурде считали, что экземпляр Коссона следует отнести к подвиду P. Mascula. В 2010 году Де-Юань Хонг доказал, что пионы из семейства Кабили отличаются от других цветов этого семейства и восстановил их в классификации P. Algeriensis.